# Balfate
Balfate é uma cidade hondurenha do departamento de Colón.